# Pardosa pumilio
Pardosa pumilio este o specie de păianjeni din genul Pardosa, familia Lycosidae, descrisă de Roewer, 1959.
Este endemică în Etiopia. Conform Catalogue of Life specia Pardosa pumilio nu are subspecii cunoscute.